# Laois–Offaly (circonscription du Dáil)
Laois–Offaly est une circonscription électorale irlandaise. Elle permet d'élire des membres du Dáil Éireann, la chambre basse de l'Oireachtas, le parlement d'Irlande. L'élection se fait suivant un scrutin proportionnel plurinominal avec scrutin à vote unique transférable.

## Histoire
Laois-Offaly est créé en 1920, et est utilisé pour la première fois lors des élections générales sud-irlandaises de 1921.
A cette époque, il recouvre la totalité du Comté de Laois et la plupart du Comté d'Offaly (la petite partie restante étant dans la circonscription Tipperary North).
La circonscription est abolie en 2016 et remplacée par les nouvelles circonscriptions de Laois et de Offaly.
Cependant, les deux circonscriptions de Laois et Offaly sont abolies lors des élections générales irlandaises de 2020 et sont remplacées par la circonscription recréée de Laois-Offaly.
En 2023, la circonscription est de nouveau abolie et remplacée lors des élections générales de 2024 par les nouvelles circonscriptions de Laois et de Offaly.

## Députés
Note : Les colonnes de ce tableau sont utilisées uniquement à des fins de présentation et aucune importance ne doit être attachée à l'ordre des colonnes. Pour plus de détails sur l'ordre dans lequel les sièges ont été remportés à chaque élection, voir les résultats détaillés de cette élection.
Note : Les colonnes de ce tableau sont utilisées uniquement à des fins de présentation et aucune importance ne doit être attachée à l'ordre des colonnes. Pour plus de détails sur l'ordre dans lequel les sièges ont été remportés à chaque élection, voir les résultats détaillés de cette élection.